# Mitsubishi Pistachio
Mitsubishi Pistachio – miejski samochód osobowy produkowany przez japońską firmę Mitsubishi w roku 1990. Dostępny jako 3-drzwiowy hatchback. Do napędu użyto silnika R4 o pojemności 1,1 litra. Moc przenoszona była na oś przednią poprzez 5-biegową manualną skrzynię biegów. Wyprodukowano 50 egzemplarzy modelu.

## Dane techniczne

### Silnik
- R4 1,1 l (1094 cm³), 4 zawory na cylinder, DOHC
- Układ zasilania: wtrysk
- Średnica cylindra × skok tłoka: 66,00 mm × 80,00 mm
- Stopień sprężania: 11,0:1
- Moc maksymalna: 74 KM (54 kW) przy 6000 obr./min
- Maksymalny moment obrotowy: 100 Nm przy 4000 obr./min

### Osiągi
- Przyspieszenie 0-100 km/h: b/d
- Prędkość maksymalna: b/d